# Indianapolis 500 1961

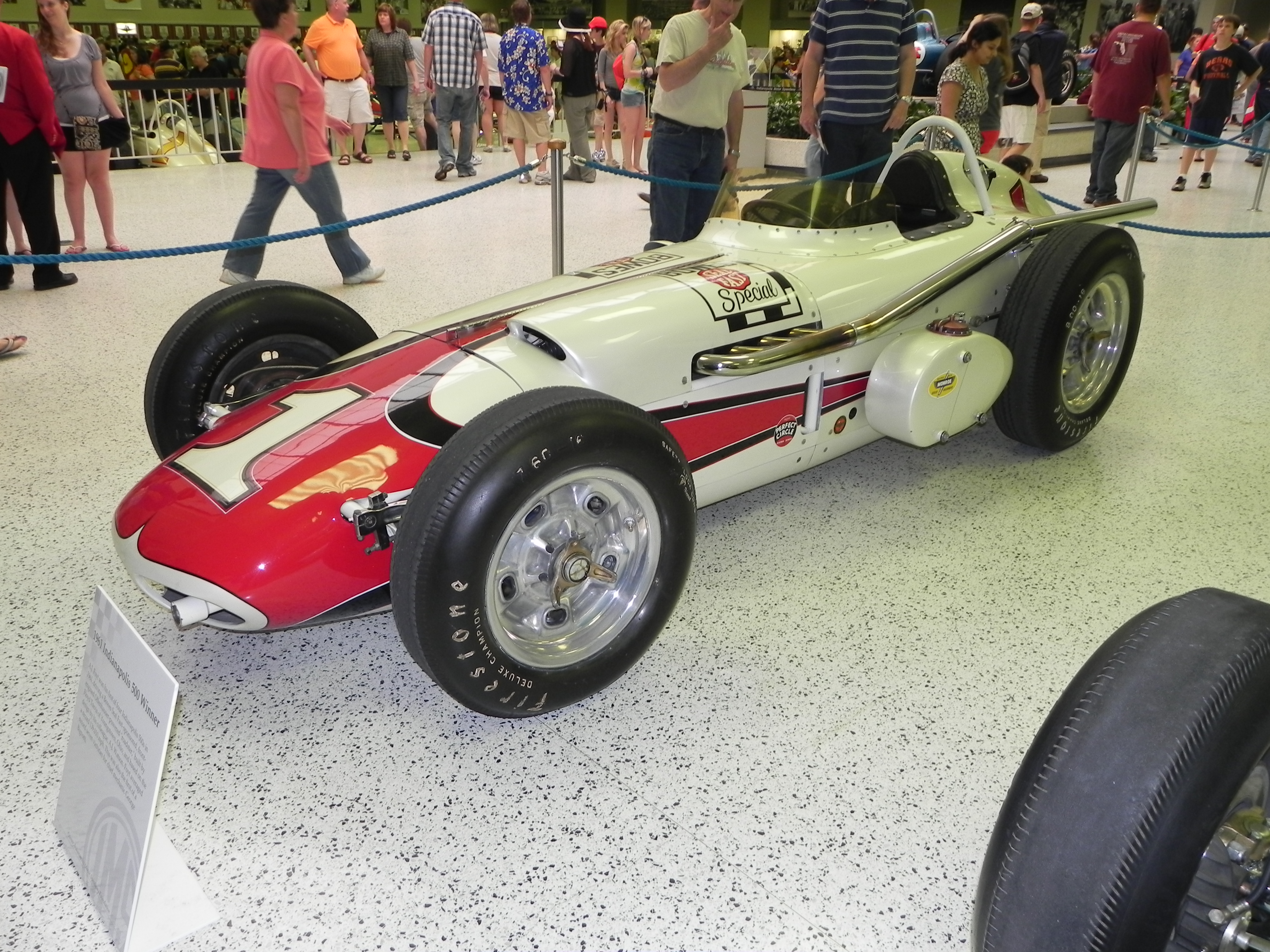
Trevis-Offenhauser; der Siegerwagen von A.J. Foyt

Das 45. Indianapolis 500 fand am 30. Mai 1961 am Indianapolis Motor Speedway statt.

## Das Rennen

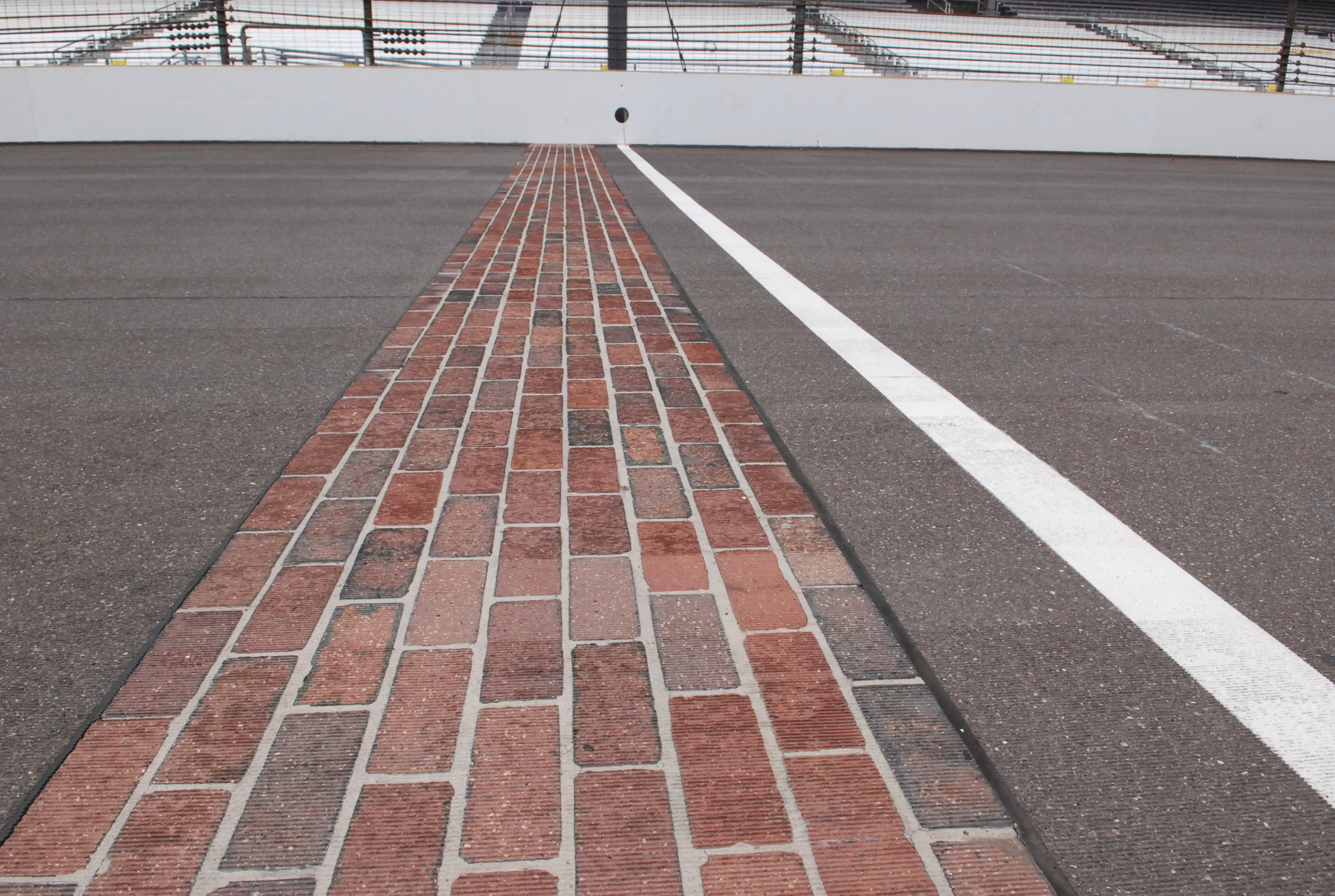
The Brickyard

Es war das zweite Rennen der USAC-Saison 1961. A. J. Foyt holte den ersten seiner vier Indy-500-Siege. Zudem war 1961 das letzte Rennen mit einem längeren Abschnitt der ursprünglichen Ziegelstein-Oberfläche, die auf der Zielgeraden noch vorhanden war. Im Herbst wurde fast vollständig asphaltiert, denn man ließ knapp einen Meter im Originalzustand, den The Brickyard.
Als „British Invasion“, schon einige Jahre vor den Beatles 1964, wurde der Auftritt von Brabham bezeichnet. Der zu dem Zeitpunkt zweimalige Formel-1-Weltmeister Jack Brabham trat in einem Cooper-Climax T54 mit Heckmotor an, genaugenommen ein Mittelmotor, eingebaut zwischen den Achsen, aber hinter dem Fahrer. Diese Heckmotorbauweise war im Rennsport seit den Auto-Union-Rennwagen der 1930ern bekannt, hatte sich aber nicht durchgesetzt bis Brabham 1959 erstmals F1-Weltmeister wurde. Bereits 1939 gab es in Indy einen Starter mit Heckmotor, im Unterschied zu damals war der Einsatz 1961 erfolgreicher, allerdings durch fehlenden Hubraum weitgehend ohne Chancen auf den Sieg. In der Formel 1 waren bis 1960 2,5 Liter Hubraum erlaubt, jedoch ab 1961 nur noch 1,5 Liter, wodurch der Vierzylinder-Coventry Climax nicht mehr regelkonform war. Eine Weiternutzung in den USA bot sich an, und im Oktober 1960 vor dem Großer Preis der USA 1960 wurde auf dem Oval mit einem T53 getestet. Zudem wurden Sponsoren gefunden, darunter Dunlop, wobei seit langen Jahren Firestone dominierte. Auch aufgebohrt auf 2,7 Liter war der Coventry weit weg von den beim Indy 500 erlaubten 4,4 Litern. Der kleine Einsitzer gehörte auf eine Runde nicht zu den schnellsten, hatte aber theoretische Vorteile bei Kurvenverhalten, Reifenverschleiß und Verbrauch die Brabham nutzen wollte. Um für 800 Kilometer Vollgas bei nur zwei geplanten Stopps genug Treibstoff bunkern zu können wurde ein längeres Chassis gebaut, Cooper T54.
Trotz 180-PS-Leistungsdefizit zu den vorherrschenden Offenhauser-Motoren qualifizierte sich „Black Jack“ als 13. und kam, nach zeitweise drittem Platz, ohne Rundenrückstand mit den vollen 200 Runden auf der Uhr als Neunter ins Ziel. Aus der Pole-Position startete Eddie Sachs mit einer Vierrunden-Durchschnittszeit von 4:04.10 Min. oder 147,481 mph (237,348 km/h). Die schnellste Runde im Rennen drehte Troy Ruttman in 1:00,98 Sekunden (147,589 mph).

## Ergebnisse

### Startaufstellung
| Reihe | Innen           | Mitte           | Außen            |
| ----- | --------------- | --------------- | ---------------- |
| 1     | Eddie Sachs     | Don Branson     | Jim Hurtubise    |
| 2     | Rodger Ward     | Parnelli Jones  | Dick Rathmann    |
| 3     | A. J. Foyt      | Len Sutton      | Bill Cheesbourg  |
| 4     | Eddie Johnson   | Jim Rathmann    | Wayne Weiler     |
| 5     | Jack Brabham    | A. J. Shepherd  | Gene Hartley     |
| 6     | Bob Christie    | Paul Goldsmith  | Shorty Templeman |
| 7     | Ebb Rose        | Johnny Boyd     | Jack Turner      |
| 8     | Troy Ruttman    | Jimmy Daywalt   | Bobby Grim       |
| 9     | Lloyd Ruby      | Al Keller       | Don Davis        |
| 10    | Chuck Stevenson | Roger McCluskey | Cliff Griffith   |
| 11    | Dempsey Wilson  | Norm Hall       | Bobby Marshman   |

### Schlussklassement
| Pos. | Fahrer            | Konstrukteur | Runden | Zeit               | km/h    | s. Rd. | Führung |
| ---- | ----------------- | ------------ | ------ | ------------------ | ------- | ------ | ------- |
| 1.   | A. J. Foyt        | Trevis       | 200    |                    | 222,608 |        | 71      |
| 2.   | Eddie Sachs       | Ewing        | 200    |                    | 222,465 |        | 44      |
| 3.   | Rodger Ward       | Watson       | 200    |                    | 221,662 |        | 7       |
| 4.   | Clark Templeman   | Meskowski    | 200    |                    | 218,996 |        |         |
| 5.   | Al Keller         | Phillips     | 200    |                    | 217,654 |        |         |
| 6.   | Chuck Stevenson   | Epperly      | 200    |                    | 217,187 |        |         |
| 7.   | Bobby Marshman    | Epperly      | 200    |                    | 216,854 |        |         |
| 8.   | Lloyd Ruby        | Epperly      | 200    |                    | 215,776 |        |         |
| 9.   | Jack Brabham      | Cooper       | 200    |                    | 214,585 |        |         |
| 10.  | Norm Hall         | Kurtis Kraft | 200    |                    | 215,566 |        |         |
| 11.  | Gene Hartley      | Trevis       | 198    |                    |         |        |         |
| 12.  | Parnelli Jones    | Watson       | 192    |                    |         |        | 27      |
| 13.  | Dick Rathmann     | Watson       | 164    | Benzinpumpe        |         |        |         |
| 14.  | Paul Goldsmith    | Lesovsky     | 160    | Ölleck             |         |        |         |
| 15.  | Wayne Weiler      | Watson       | 147    | Reifenschaden      |         |        |         |
| 16.  | Dempsey Wilson    | Kuzma        | 145    | Benzinpumpe        |         |        |         |
| 17.  | Bob Christie      | Kurtis Kraft | 132    | Zylinder           |         |        |         |
| 18.  | Eddie Johnson     | Kuzma        | 127    | Unfall             |         |        |         |
| 19.  | Len Sutton        | Watson       | 110    | Kraftübertragung   |         |        |         |
| 20.  | Troy Ruttman      | Watson       | 105    | Kupplung           |         |        |         |
| 21.  | Johnny Boyd       | Watson       | 105    | Kupplung           |         |        |         |
| 22.  | Jim Hurtubise     | Epperly      | 102    | Zylinder           |         |        | 35      |
| 23.  | Ebb Rose          | Porter       | 93     | Ölleitung          |         |        |         |
| 24.  | Clifford Griffith | Elder        | 55     | Motor              |         |        |         |
| 25.  | Jack Turner       | Kurtis Kraft | 52     | Unfall             |         |        |         |
| 26.  | A. J. Shepherd    | Christensen  | 51     | Unfall             |         |        |         |
| 27.  | Roger McCluskey   | Moore        | 51     | Unfall             |         |        |         |
| 28.  | Bill Cheesbourg   | Kuzma        | 50     | Unfall             |         |        |         |
| 29.  | Don Davis         | Trevis       | 49     | Unfall             |         |        |         |
| 30.  | Jim Rathmann      | Watson       | 48     | Zündung            |         |        |         |
| 31.  | Jimmy Daywalt     | Kurtis Kraft | 27     | Bremsen            |         |        |         |
| 32.  | Bobby Grim        | Watson       | 26     | Benzineinspritzung |         |        |         |
| 33.  | Don Branson       | Epperly      | 2      | Ventile            |         |        |         |